# Pw.a
pw.a（ピーダブリューエイ、1991年7月10日）は日本の作詞家・作曲家・編曲家・音楽プロデューサーである。

## 概要
J-POP・アニメ・ゲーム・アイドルなどの分野で楽曲提供・編曲を行う音楽プロデューサー
2012年頃から活動を行っている
他のソングライターとの共作が多い

## 楽曲提供
- Aqours
  - 予測不可能Driving!（作曲・編曲）作曲はTomomi Ogataとの共作
  - もっとね!（作曲・編曲）作曲はKanata Okajimaとの共作
- 荒井麻珠
  - Find MySelf!（作曲・編曲）作曲は777との共作
- 上原りさ
  - ベイビーシャーク（編曲）
  - はみがきジョーズ（作曲）岡嶋かな多・山本隼人との共作
- ウルトラガール
  - てんきゅ!（作曲・編曲）
  - いいな（作曲・編曲）浦田尚克との共作
- Aぇ! group
  - しあわせもん。GOLD LYLIC（作曲・編曲）作曲はERECAとの共作
  - Chameleon（編曲）Toshiki Asaiとの共作
  - Destiny（作曲・編曲）作曲はERECAとの共作
  - Colorful Days（作詞・作曲・編曲）浅野尚志との共作
- NMB48
  - 脇役・学生 Z（作曲・編曲）作曲は鈴木エレカとの共作
- 大橋彩香
  - ダイスキ。（作曲・編曲）作曲はKanata Okajimaとの共作
  - Please, please!（作曲・編曲）作曲はKanata Okajimaとの共作。アニメ「政宗くんのリベンジ」第2期オープニングテーマ
- 岡田奈々
  - 終焉のカウントダウン（作曲・編曲）作曲はSoma Gendaとの共作
- 小野大輔
  - OVERLAY（作曲・編曲）作曲はERECAとの共作
- おやゆびプリンセス
  - 百花繚乱（作詞・作曲・編曲）
  - My 獲れじゃー（編曲）
  - それゆけ!キャンディランド（作詞・作曲）
- 鉤翅(鳥海浩輔)
  - 詰草エンゲージ（作曲）ゲーム「黒蝶のサイケデリカ」キャラクターソング
- KangNam
  - Ready to Fly（作曲）
- Kis-My-Ft2
  - Mr.FRESH（作詞・作曲・編曲）作詞・作曲はKanata Okajimaとの共作
- Gohgo
  - Mr.VIRTUALIZER（作曲）Soma Gendaとの共作
- 小林幸子
  - オシャンティ・マイティガール（作曲・編曲）作曲はSoma Genda・Gohgoとの共作
- SHARE LOCK HOMES
  - K13（作曲・編曲）作曲はNaoki Itaiとの共作
  - チェリオ!（作曲）Naoki Itaiとの共作
  - コイノウタ feat. 超学生（作曲）Naoki Itaiとの共作
  - ←ESREVER feat. チェゴ（作曲）Naoki Itaiとの共作
  - 一撃SNIPER（作曲）Naoki Itaiとの共作
  - 宝物（作曲）Naoki Itaiとの共作
  - TRAP-罠- feat. +α/あるふぁきゅん。（作曲）Naoki Itaiとの共作
- 志麻(浦島坂田船)
  - Killer Killer My Love（作曲・編曲）作曲はKanata Okajimaとの共作
- 玉森裕太&宮田俊哉(Kis-My-Ft2)
  - SHINDO（作曲・編曲）作曲はKanata Okajima・Hayato Yamamotoとの共作
- 田村ゆかり
  - Pandora & Chimera（作曲・編曲）作曲は一瀬貴之・岩淵紗貴との共作
- 超特急
  - Countdown（作詞・作曲・編曲）作詞・作曲はYuka Niiyamaとの共作
  - Typhoon（作詞・作曲・編曲）作詞・作曲はUcca-Laughとの共作
  - Ready?（作曲・編曲）
  - Lesson II（作詞・作曲）作詞・作曲はYuka Niiyamaとの共作
- TRENDZ
  - REBIRTH（作曲・編曲）KENTZ・ERECAとの共作
- なにわ男子
  - 月火水木君曜日（編曲）
  - NANDE?!（作曲・編曲）作曲はKanata Okajimaとの共作
- BiTE A SHOCK
  - Give You A SHOCK（作詞・編曲）KENTZ・Kaz Kuwamuraとの共作
- 橋本裕太
  - ふわふわ（編曲）坂井直樹との共作
- BUDDiiS
  - HONEY（作詞・作曲・編曲）作詞・作曲はKEVIN・Yuka Niiyamaとの共作
  - LOUD（作曲・編曲）作曲はKEVINとの共作
- HIMEHINA
  - V（作曲・編曲）作曲はSoma Genda・Gohgoとの共作
- ベイビーレイズJAPAN
  - 涙のち晴れ（作曲）Soma Gendaとの共作
- MADKID
  - Chaser（作曲・編曲）作曲はYuka Niiyamaとの共作
  - FLY（作曲・編曲）作曲はYuka Niiyamaとの共作
  - One room Adventure（作曲・編曲）作曲はUcca-Laughとの共作。アニメ「Lv1魔王とワンルーム勇者」オープニングテーマ
- manaco
  - 愛踊る feat. 217（作曲）Naoki Itaiとの共作
- 山崎育三郎
  - 僕のヒロインになってくれませんか?（作曲・編曲）作曲は一瀬貴之・岩淵紗貴との共作
  - Wonderland（作詞・作曲・編曲）作詞はAkihiko Nakamuraとの共作
- 山猿
  - カゲロウ（編曲）Naoki Itaiとの共作
- 悠馬
  - 情京（作曲・編曲）作曲は悠馬・Ryota Saitoとの共作
- Lienel
  - セカイイチ（作曲・編曲）作曲は浅野尚志との共作
- LEGIT(UniteUp!)
  - Twenty Four（作曲・編曲）KENTZ・Ucca-Laughとの共作
- わか・ふうり from STAR☆ANIS
  - カメレオントーク★（作曲）